# K-PAX : L'Homme qui vient de loin
Pour plus de détails, voir Fiche technique et Distribution.
K-PAX : L'Homme qui vient de loin (K-Pax) est un film germano-américain de Iain Softley, sorti en 2001. Kevin Spacey et Jeff Bridges interprètent les personnages principaux.

## Synopsis
Dans la gare centrale de New York, comme de nulle part, un homme dénommé « prot » (sans majuscule) (Kevin Spacey) apparaît mystérieusement dans un rayon de lumière.
Pris à partie et interrogé par des policiers à cause d'un vol à l'arraché qui vient de se produire, il prétend être un extraterrestre venu d'une planète nommée « K-PAX » (« k-paX », selon prot). prot est donc emmené dans un hôpital psychiatrique à New York. Le Dr Mark Powell (Jeff Bridges), un psychiatre de Manhattan apathique, se voit alors confier la tâche de traiter et de « guérir » prot de ses prétendus délires. Dès la première session psychiatrique, le Dr Powell qui tente sceptiquement de le confronter aux apparentes contradictions de ses allégations, découvre la personnalité de prot — qui s'intéresse autant aux patients qu'au personnel hospitalier dont il suscite une sympathie unanime, et commence à découvrir ses étranges capacités — notamment son cas médicalement aberrant selon les normes de la médecine humaine, ou lorsqu'il réussit là où tous ses collègues et lui échouent en aidant à sa manière plusieurs patients de son service à « se guérir eux-mêmes » au fil de l'histoire — comme ses immenses connaissances, notamment en astrophysique — et jugées soit difficiles, soit impossibles d'accès pour un humain ordinaire. Au fur et à mesure, le docteur s’attache de plus en plus à prot et commence à croire à ses affirmations. prot impressionne même certains des plus grands astrophysiciens dont fait partie Steve, l'un des amis de Powell, avec ses connaissances pointues et ésotériques des sciences et de l'astronomie — dont des informations précises qui, sur Terre, ne seraient connues que d'une poignée d'humains (voire d'aucun), alors qu'elles relèveraient pour les siens de la « culture générale, même pour un enfant », selon prot.
Un jour toutefois, en réaction à un stimulus imprévu, prot manifeste un bref épisode de comportement violent lors d’une visite dans un cadre familial à la maison du Dr Powell avec des amis et collègues hospitaliers. Ce dernier décide alors d’effectuer une régression hypnotique sur prot pour en savoir plus sur son passé. Comme prot a annoncé qu'il quitterait la Terre le 27 juillet à 5h51 (heure locale), le psychiatre effectue une course contre le temps afin de découvrir l'identité réelle de l'énigmatique prot avant son « départ », craignant le pire quand ce jour arrivera. prot promet également qu'il emmènera un des patients volontaires avec lui, et à la suite de l'idée de l'un d'eux, Howie, encourage un concours de rédaction entre eux en vue de déterminer son choix.
Malheureusement, le Dr Powell est seulement en mesure de s'informer sur l'homme dont prot occupe le corps. Celui-ci aurait été témoin d'un drame terrible. Dans le cadre de sa régression hypnotique, il révèle des détails de ce douloureux événement qui se serait très mal terminé. Le Dr Powell effectue alors des recherches qui, à la suite d'un heureux hasard, l'amènent au cas de Robert Porter, un cogneur d'abattoir qui vivait à Guadalupe au Nouveau-Mexique et aurait disparu dans une rivière à proximité de son domicile. D'après les conclusions officielles rapportées par le shérif local qui accompagne Powell sur les lieux laissés à l'abandon, en cette nuit du 27 juillet Porter se serait suicidé en s'y jetant, après avoir surpris à son retour du travail le meurtre de sa propre famille, sa femme Sarah — violée avant sa mort — et sa fille Rebecca, et brisé de ses mains la nuque de leur meurtrier (un criminel multirécidiviste libéré sur parole), dans un lieu remarquablement similaire à celui que prot a décrit durant les séances hypnotiques.
À son retour à l'hôpital, alors qu'en parallèle s'organise la veille de son départ une fête avec les patients, après lui avoir offert un pot de départ dans l'intimité de son bureau Powell confronte prot à une photo d'album scolaire de lui-même, avec le nom de « Robert Porter » imprimé en dessous. prot ne confirme pas être Porter et demande à Powell de « prendre soin de lui » (Robert) et l'encourage à renouer avec son fils aîné, issu d'un premier mariage et avec qui il est en froid.
Le jour du 27 juillet, Powell qui, éreinté par tous ses efforts et trajets, s'est endormi dans son bureau et ne se réveille que quelques minutes avant l'heure du « départ », court jusqu'à la chambre de prot (surveillée de l'extérieur par l'un des aides-soignants, de l'intérieur par un collègue via des caméras jusqu'à une panne technique à l'instant T), arrive juste au moment annoncé et croit dans un premier temps qu'il a disparu. Après vérification, il le trouve inconscient sous l'un des lits. Au même moment, les patients de l'établissement psychiatrique se rendent compte que Bess, sans doute la plus silencieuse et la moins égoïste d’entre eux, a disparu en laissant sur son lit sa brève lettre de rédaction (« Je n'ai pas de foyer. ») écrite à prot.
Plus tard, Powell s’occupe personnellement de Robert Porter, qui est désormais plongé dans un état catatonique, et le tient ponctuellement informé des événements, notamment le sort de deux des anciens patients (Howie et Ernie) qui se sont réinsérés et ont trouvé une vocation. Le film laisse le spectateur indécis quant à savoir si prot est un homme qui a subi une dépression nerveuse en raison de son passé tragique, ou s’il a vraiment quitté le corps de son hôte humain et est retourné dans son monde, la planète K-PAX, avec Bess.
Scène post-générique
La nuit, Powell, en robe de chambre sur sa pelouse, observe les étoiles  avec un télescope. Il sourit et se dirige vers sa maison.

## Personnages
Sources : film et site officiel.

### Principaux
- prot / Robert Porter

Le personnage au centre de l'intrigue.
Il prétend être une forme de vie extra-terrestre originaire d'une planète dans la Constellation de la Lyre, K-Pax (« k, tiret, p, a, x majuscule », d'après lui). prot a l'apparence d'un homme quadragénaire constamment affublé de son blouson noir et de lunettes fumées (car selon ses dires, la luminosité de la Terre serait trop forte pour ses semblables, leur planète à deux soleils demeurant plongée dans une « semi-clarté semblable à l'aube »).
Sa personnalité stoïque, son attitude placide et son langage corporel rigide en font un individu décalé dans l'environnement où il évolue. Il raffole de la nourriture de la Terre (qui, selon lui, « vaut à elle seule le déplacement »), en particulier des fruits.
- Dr Mark Powell

Le personnage à travers qui est vécue la majorité de l'histoire.
Psychiatre hospitalier et père de famille remarié, il semblait apathique et formaliste comme la plupart de ses collègues (guère à l'écoute authentique de leurs patients), avant l'arrivée de prot dans son existence : au fur et à mesure qu'il s'acharnera à résoudre son cas, il va s'impliquer émotionnellement et s'attacher à lui, au point de sensiblement négliger sa vie de famille, et porter un regard neuf sur sa propre vie ainsi que son travail.
Il a un fils vingtenaire de son premier mariage, et est en froid avec lui.

### Secondaires

#### Entourage duDrPowell
- Rachel Powell

L'épouse du docteur, d'un second mariage. Dans leur configuration familiale actuelle, il n'est pas précisé si leurs enfants sont issus de leur union, ou ceux d'une précédente idylle que le docteur aurait adoptés comme les siens.
Elle constate l'impact que le cas de prot a sur son mari, qui s'implique émotionnellement au point d'en faire temporairement pâtir sa vie de famille. Elle se montre toutefois compréhensive, conciliante et présente envers Powell, n'ayant aucun doute sur leur couple et ses sentiments en dépit de ses distractions occasionnelles, provoquées par son travail.
- Dr Claudia Villars

Collègue directe de Powell et, apparemment, chef du service psychiatrique de l'hôpital.
Se référant plus particulièrement à elle dans le cadre professionnel, elle lui affiche son scepticisme ainsi que sa désapprobation pour ses méthodes vis‑à‑vis de prot, et est la première à lui faire remarquer son implication émotionnelle — « évidente pour tout le monde ici (NDLR : à l'hôpital), sauf pour lui‑même » de son propre aveu — envers lui.
- Dr Steven Becker / « Steve »

L'ami astrophysicien de Powell et auprès de qui il vérifie les informations astronomiques en possession de prot.
Après une rencontre avec ces deux derniers en compagnie d'autres de ses propres collègues, et avoir été épaté comme ceux-ci par une démonstration magistrale du patient de son ami, il se met lui-même à douter sincèrement et envisager les allégations de prot. Proche de la famille Powell, il est souvent invité à manger chez son ami avec qui il discute de tout et de rien (incluant leur travail respectif), et est présent le jour où prot est à son tour invité chez Powell dans un cadre thérapeutique.

#### Les patients
- Ernie / Patient #212

Patient afro-américain atteint de mysophobie, à cause de son trouble il vit constamment affublé d'un masque de protection et de gants, a des soucis pour s'alimenter car il craint d'être empoisonné, de s'intoxiquer ou de s'étouffer avec  sa nourriture (comme sa mère, qu'il a vu mourir en s'étouffant avec un morceau de viande quand il avait neuf ans) et se lave plusieurs fois par jour. Il reste volontairement confiné à l'intérieur du bâtiment car il craint plus que tout le risque de mourir en s'exposant à l'air libre, même par le biais de fenêtres entrouvertes, pour plein de raisons possibles et imaginables (chute de météore, rayons cosmiques, empoisonnement par pollution chimique ou divers organismes et particules aéroportés...).
À la surprise du Dr Powell, qui tentait sans succès de l'en convaincre, un beau jour il choisira sciemment de sortir prendre l'air dans le jardin intérieur de l'établissement, grâce à l'influence de prot sur lui. Il est l'ami d'Howie, avec et grâce à qui il est le patient le plus proche de sa guérison.
- Howie / Patient #198

Patient italo-américain quinquagénaire, à lunettes et de petite taille, atteint de trouble compulsif. Issu d'une famille pauvre de Brooklyn, ses dons musicaux furent évidents pour son entourage et lui-même, toutefois son intérêt à étudier la musique l'aura conduit à la folie en virant en obsession.
prot, dont il est le plus proche parmi les patients, a comme sur les autres beaucoup d'influence sur lui : contrairement à ce qui est censé être attendu de son trouble, depuis l'arrivée de prot parmi eux et qu'il suit ses « épreuves » pour se guérir lui-même, Howie semble devenir (à l'image de son nouvel ami) l'un des patients les plus généralement calmes et sereins de leur service, au point d'en paraître presque ordinaire et sain d'esprit. Il est ami avec Ernie.
- Sal / Patient #277

Patient caucasien atteint d'un trouble de l'odorat. Ancien portier bedonnant, cynique chronique, crasseux et irascible, il a cette sensation désagréable et permanente que tout le monde (lui compris), personnes comme lieux, « schlingue », et se sent le besoin vital de le faire savoir aux concernés.
prot est le seul individu connu à ne pas aggraver son trouble car, selon l'intéressé, contrairement à tous les autres il ne dégage aucune odeur et donc, « ne schlingue pas ».
- Doris Archer / « Mme Archer » / « Duchesse » (surnom) / Patient #202

Patiente caucasienne de classe sociale aisée, vieillissante et hautaine (d'où le sobriquet de « Duchesse ») atteinte de dissociation. Ex-femme de l'un des premiers industriels américains, elle fut internée juste après l'apparition de son trouble dissociatif (et, à la suite de cela, avoir été surprise sur la Cinquième Avenue à courir nue sur plus d'un kilomètre et demi), survenue après que son mari l'ait quittée pour une femme bien plus jeune qu'elle, onze ans avant le début de l'histoire. N'acceptant pas cette réalité, elle attend depuis son retour chaque jour, recluse dans sa chambre, se mettant sur son trente-et-un et faisant dresser une table pour deux, comme dans un de ces restaurants de luxe qu'ils fréquentaient, en se plaignant du « service » de table « déplorable » du personnel hospitalier.
Elle possède un chat qui réside avec elle. Toujours apprêtée en accord avec son milieu social, ostentatoire et sophistiquée, et ayant vécue toute sa vie dans le luxe, elle manifeste facilement un certain mépris de classe et peut piquer des crises ou faire des caprices de bourgeoise, la rendant difficilement supportable pour les membres du personnel, issus de milieux et classes socio-économiques inférieurs aux siens. Avant sa rencontre avec prot (et sa première épreuve réussie par Howie), en onze années d'internement elle n'était apparemment jamais sortie de sa chambre et ne se mêlait jamais aux autres patients.
- Maria (personnalité originelle) / autres personnalités / Patient #181

Jeune patiente afro-latina atteinte de trouble dissociatif de l'identité, elle posséderait plus de cent personnalités différentes et distinctes les unes des autres.
Parmi celles-ci se manifestent : la sienne, ordinaire ; une allumeuse habillée comme une traînée ; une chirurgienne (ou assistante) en tenue de bloc opératoire et maquillée comme une femme en pleurs ; une fillette excitée avec des couettes ; une racaille du ghetto avec les codes vestimentaires et comportementaux qui vont avec (caricaturaux, ostentatoires, provocants et vulgaires)...
- Bess / Patient #220

Jeune patiente afro-américaine mutique, traitée pour une dépression psychotique ainsi qu'une schizophrénie paranoïde, elle vit depuis toujours en hôpital psychiatrique et est l'un des cas les plus difficiles du service. Selon Ernie ou Howie, qui sont en désaccord à ce sujet, elle aurait été soit « victime », soit « responsable » de l'incendie de la maison familiale quand elle était petite. Au-delà de la présence du chat de Madame Archer, ses traitements n'ont que peu d'effet sur son état. Elle souffre également de troubles alimentaires, ne s'alimentant que peu et ne s'estimant pas méritante de la nourriture qu'elle ingère.
La seule fois où elle est surprise à parler est en l'unique présence de prot une nuit après fermeture du service, tandis que tous les autres sont déjà couchés.

#### Le personnel hospitalier
- Joyce Trexler

L'assistante du Dr Powell qui, en conséquence, l'épaule dans son travail, et plus particulièrement ses recherches concernant prot.
Elle est flattée sur sa tenue par ce dernier, en dépit du fait qu'elle est selon ses dires, en « solde ».
- Dr Chakraborty

Médecin et collègue de Powell, il est chargé de faire passer des tests médicaux de routine à prot à son arrivée dans l'hôpital, et constate son profil médicalement anormal. Il se charge également de surveiller son état durant les séances de régression hypnotique qu'il passe avec Powell, ainsi que son départ programmé sur les caméras de surveillance en compagnie du vigile.
- Simms

Aide-soignant afro-américain du service psychiatrique et collègue direct de Navarro, avec qui il semble bien s'entendre.
Professionnel, il fait montre d'une grande patience et de sang-froid envers les malades, notamment la « Duchesse » en dépit de ses crises et manières de bourgeoise, qui la rendent facilement insupportable.
- Navarro

Aide-soignant latino du service psychiatrique et collègue direct de Simms, avec qui il semble bien s'entendre.
Bien qu'extérieur aux patients, il devient rapidement « pote » avec prot et fait partie de ceux qui croient en lui, allant même jusqu'à participer avec eux à son concours de rédaction pour être choisi afin d'aller sur K-Pax. Le jour annoncé de son départ, affecté à la surveillance de la porte de chambrée de prot, il parie 20$ avec Simms sur la réussite de son départ.
- Betty McAllister

Infirmière bibendum du service psychiatrique, elle accompagne notamment le Dr Powell lors de l'invitation de ce dernier (pour des raisons thérapeutiques) à prot, à passer une journée chez lui avec sa propre famille et quelques amis, en qualité d'infirmière chargée de le surveiller (et de l’anesthésier, si besoin).

### Autres
- Michael Powell

Le fils du docteur d'un premier mariage, âgé de 21 ans et en froid avec lui. Il n'est que mentionné dans des conversations avec son père et n'apparaît qu'en photographie, dans un premier temps.
Le bouleversement qu'a provoqué l'arrivée de prot dans la vie de son père poussera toutefois ce dernier à le revoir et à renouer avec lui.
- Le shérif du comté de Guadalupe

Il reçoit le Dr Powell à son arrivée au commissariat local puis l'embarque personnellement vers l'ancien domicile de Robert Porter pour lui y révéler les événements qui l'entourent.
Apparemment homme de morale et de justice conscient des limites de la Loi, lui-même toujours bouleversé par cette affaire et empathique envers l'intéressé, il laisse entendre au docteur qu'il ne souhaite personnellement pas qu'il pousse plus loin ses investigations pour avoir le fin mot de l'histoire sur Porter, au risque de faire rouvrir le dossier (ce qui, en la circonstance, n'apporterait objectivement rien de bon et ferait plus de tort que de bien).
- Sarah Porter

L'épouse de Robert Porter mentionnée durant les séances de régression hypnotique de prot. Elle n'est vue qu'à travers des projections figuratives du Dr Powell.
- Rebecca Porter

La fille de Robert Porter mentionnée durant les séances de régression hypnotique de prot. Elle n'est vue qu'à travers des projections figuratives du Dr Powell.

## Fiche technique
- Titre : K-PAX : L'Homme qui vient de loin
- Titre original : K-PAX
- Réalisateur : Iain Softley
- Scénario : Charles Leavitt, d'après l'œuvre de Gene Brewer parue en 1995
- Musique : Ed Shearmur
- Photographie : John Mathieson
- Montage : Craig McKay
- Décors : John Beard
- Costumes : Louise Mingenbach
- Production : Lawrence Gordon, Lloyd Levin, Robert F. Colesberry
- Sociétés de production : Pathé Pictures International, Intermedia Films, IMF Internationale Medien und Film GmbH & Co. 2. Produktions KG
- Société de distribution : Universal Pictures (États-Unis), United International Pictures (France), Belga Films (Belgique)
- Budget : 48 000 000 $
- Pays de production :  États-Unis et  Allemagne
- Langue originale : anglais
- Format : couleurs - 2,35:1 - 35 mm - son Dolby Digital
- Genre : drame, science-fiction
- Durée : 121 minutes
- Date de sortie : 
  - États-Unis : 26 octobre 2001
  - Belgique, France, Suisse romande : 8 mai 2002
  - Allemagne : 17 octobre 2002

## Distribution
- Kevin Spacey (VF : Gabriel Le Doze ; VQ : Pierre Auger) : prot / Robert Porter
- Jeff Bridges (VF : Patrick Floersheim ; VQ : Hubert Gagnon) : le docteur Mark Powell
- Mary McCormack (VF : Marie-Brigitte Andrei) : Rachel Powell
- Alfre Woodard (VF : Pascale Vital ; VQ : Anne Caron) : le docteur Claudia Villars
- David Patrick Kelly (VF : Michel Tureau ; VQ : Sébastien Dhavernas) : Howie
- Saul Williams : Ernie
- Peter Gerety (VF : Claude Brosset ; VQ : Jacques Lavallée) : Sal
- Celia Weston (VF : Martine Sarcey) : Doris Archer
- Ajay Naidu (VQ : Daniel Lesourd) : Dr Chakraborty
- Tracy Vilar : Maria
- Kimberly Scott : Joyce Trexler
- Mark Christopher Lawrence : Simms
- Brian Howe (VF : Pierre Forest ; VQ : Stéphane Rivard) : Steve
- Aaron Paul : Michael Powell (âgé de 21 ans)
- William Lucking (VF : Jacques Richard) : le shérif
- Conchata Ferrell : Betty McAllister

Acteurs principaux
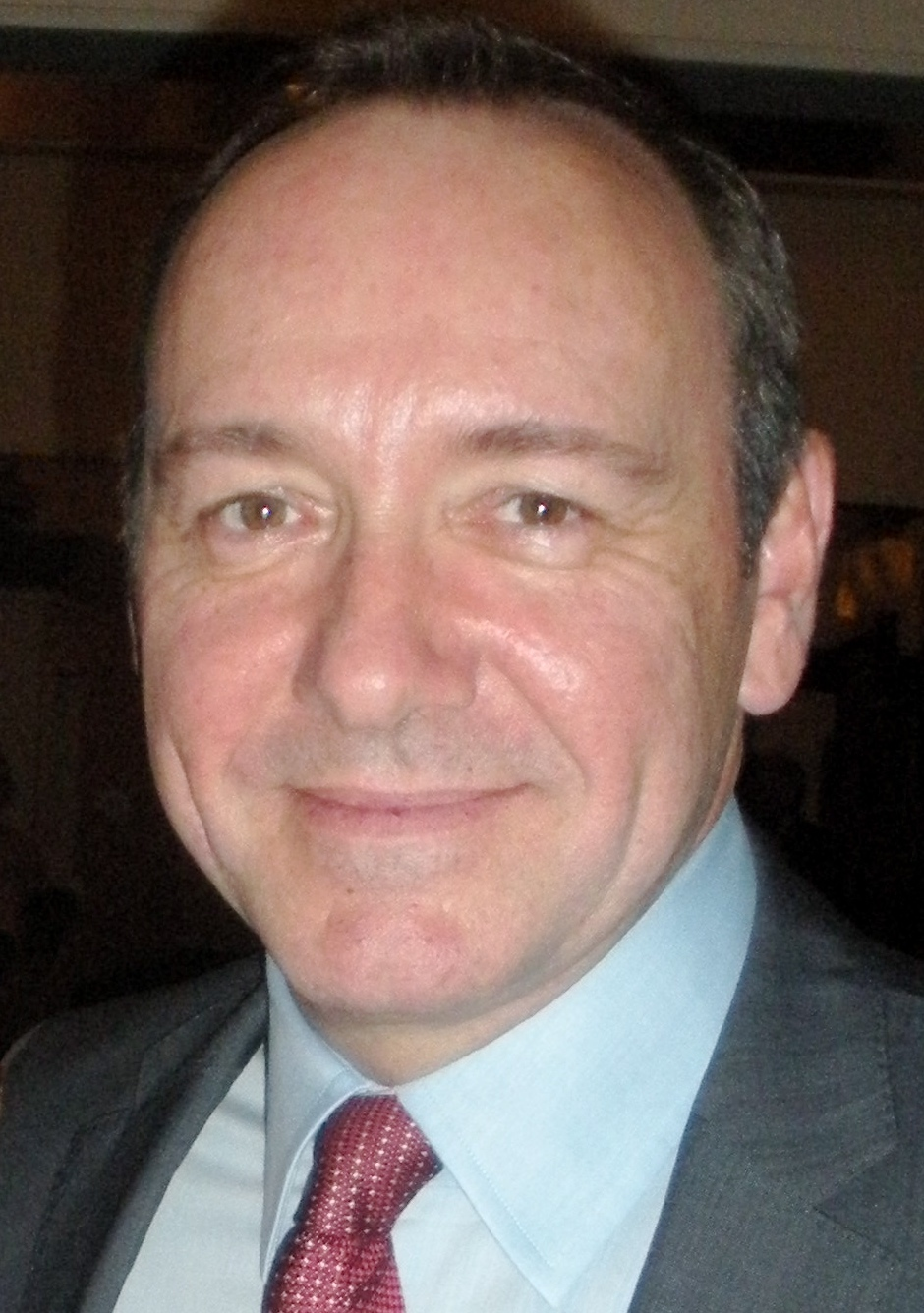
Kevin Spacey en 2009.
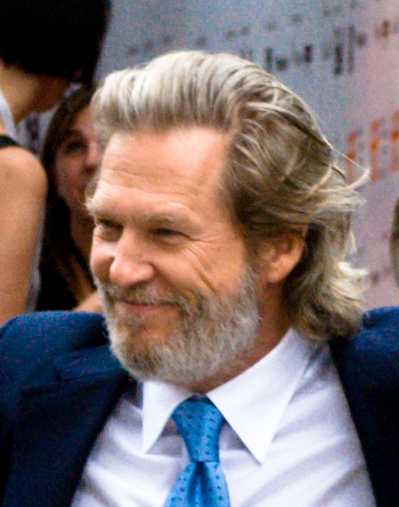
Jeff Bridges en 2009.

Acteurs secondaires
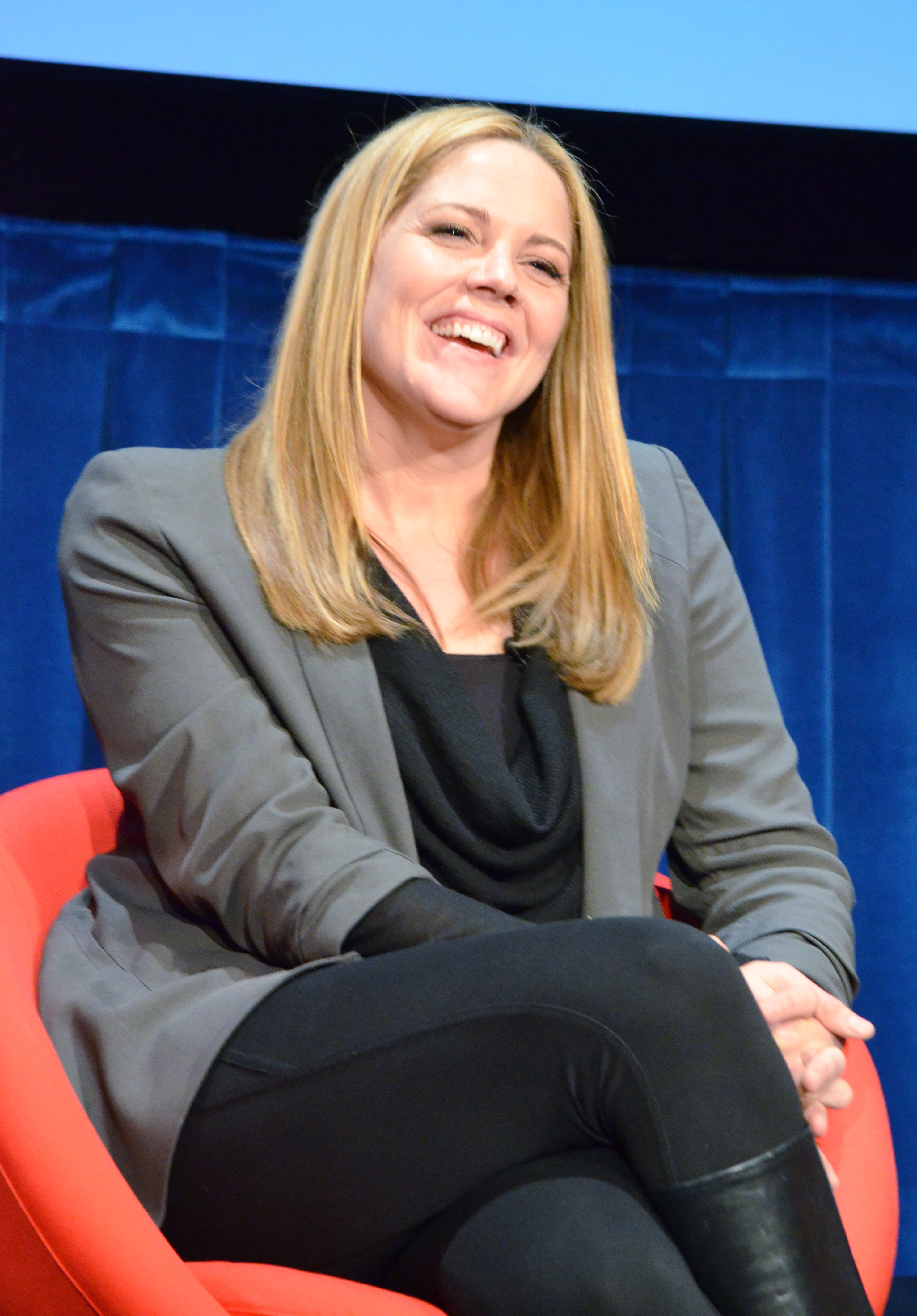
Mary McCormack en 2012.
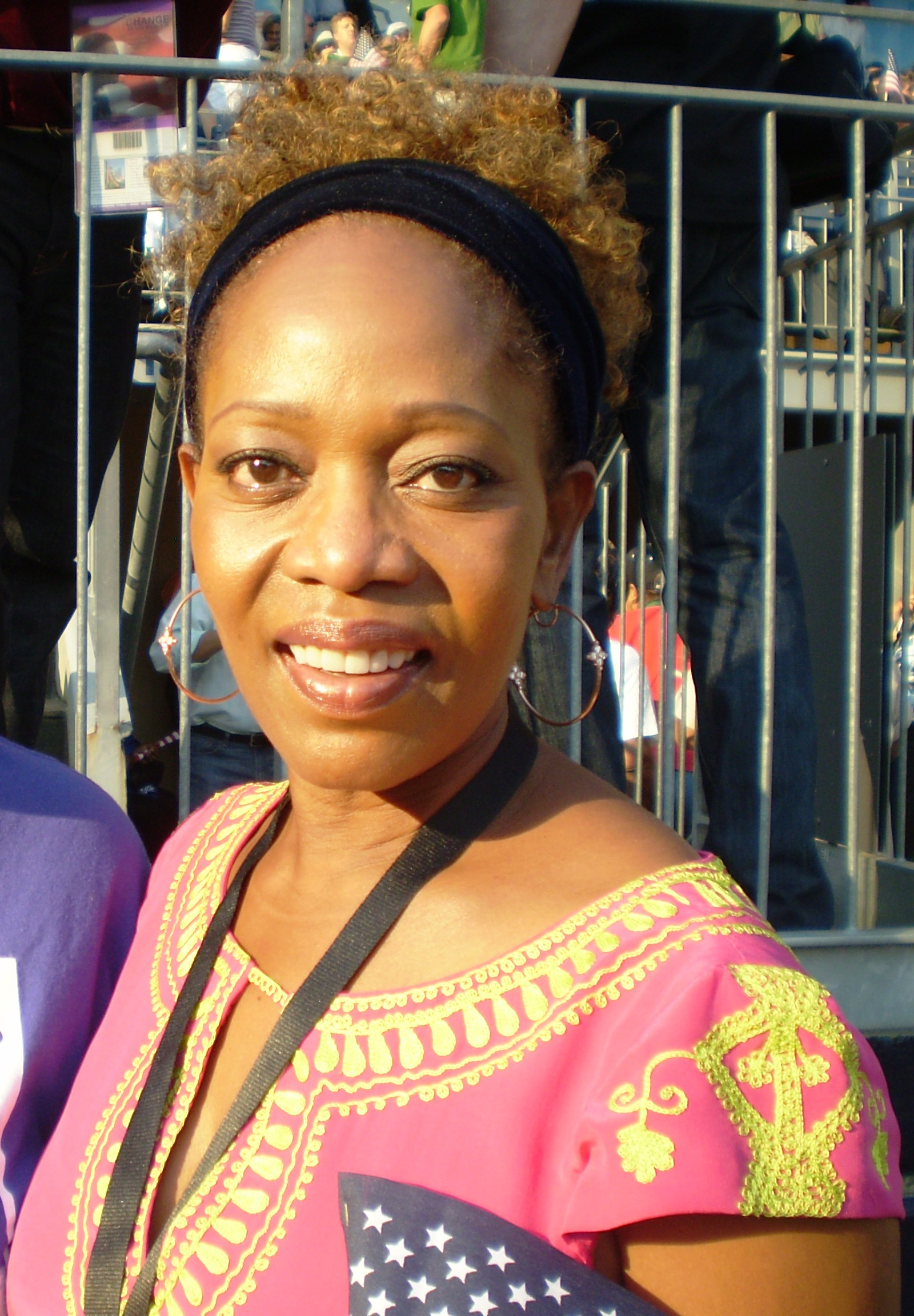
Alfre Woodard en 2008.
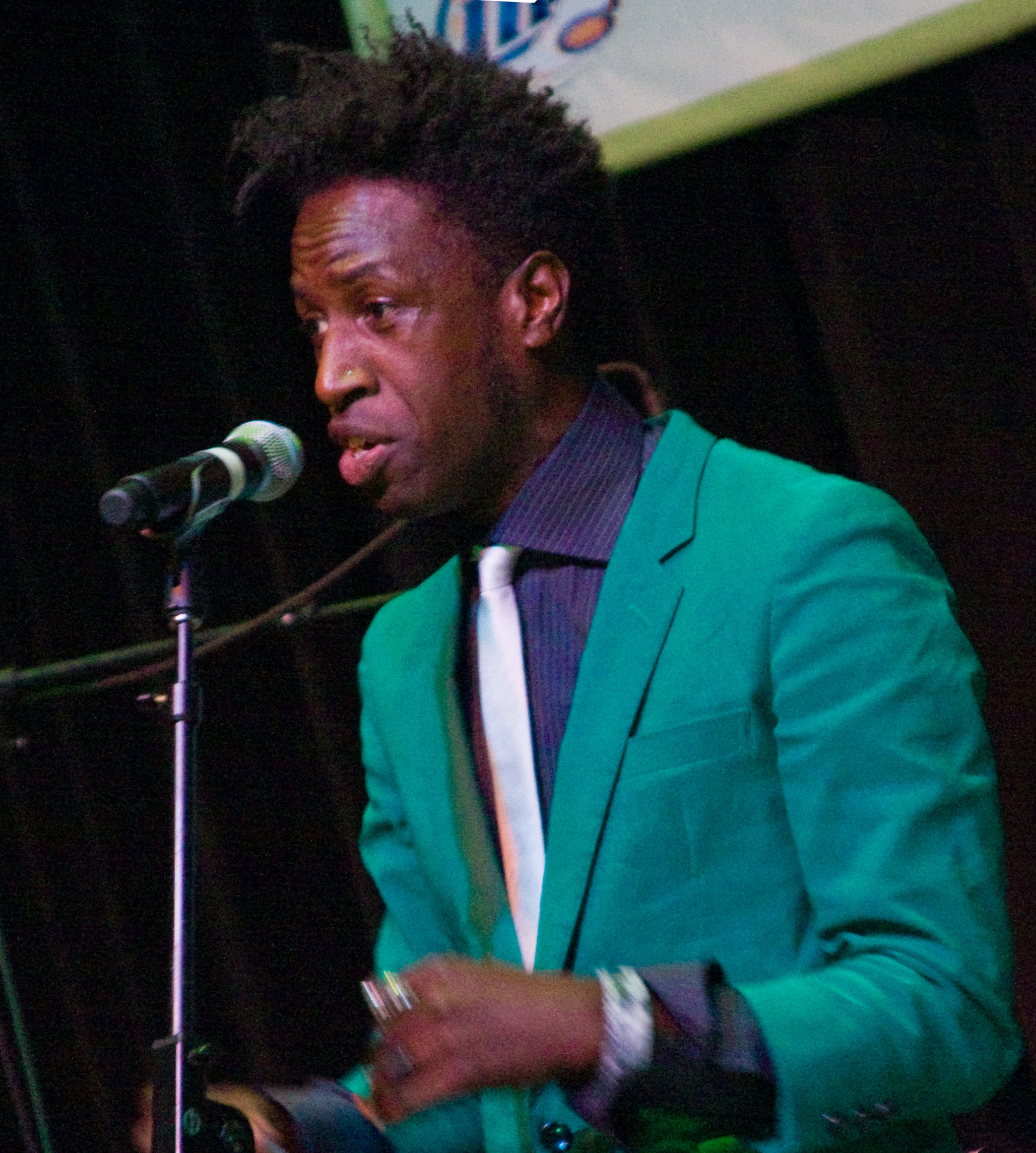
Saul Williams en 2008.
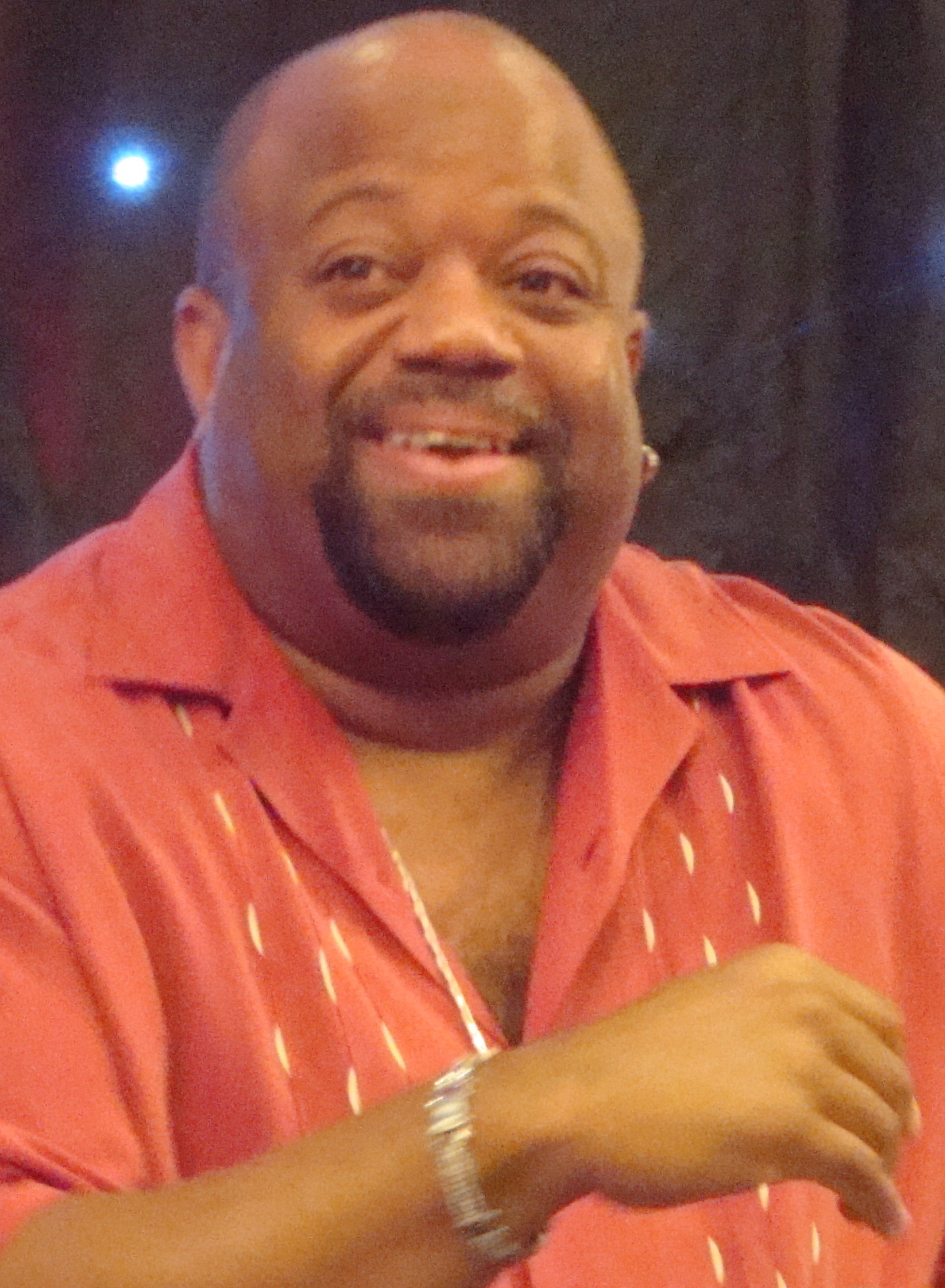
Mark Christopher Lawrence en 2011.
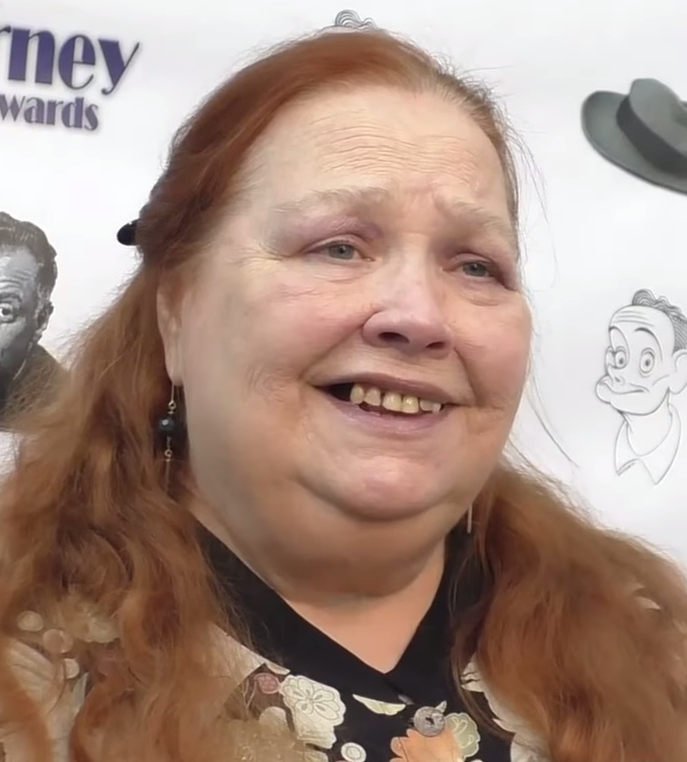
Conchata Ferrell en 2016.

## Musique

### Bande originale
Toutes les musiques sont composées par Edward Shearmur.
| Liste des titres, | Liste des titres,  | Liste des titres, | Liste des titres, | Liste des titres, | Liste des titres, | Liste des titres, | Liste des titres, | Liste des titres, | Liste des titres, |
| No                | Titre              | Durée             |                   |                   |                   |                   |                   |                   |                   |
| ----------------- | ------------------ | ----------------- | ----------------- | ----------------- | ----------------- | ----------------- | ----------------- | ----------------- | ----------------- |
| 1.                | Grand Central      | 4:39              |                   |                   |                   |                   |                   |                   |                   |
| 2.                | Good Morning Bess  | 2:48              |                   |                   |                   |                   |                   |                   |                   |
| 3.                | Taxi Ride          | 3:51              |                   |                   |                   |                   |                   |                   |                   |
| 4.                | Constellation Lyra | 2:41              |                   |                   |                   |                   |                   |                   |                   |
| 5.                | Bluebird           | 3:52              |                   |                   |                   |                   |                   |                   |                   |
| 6.                | 4ᵗʰ of July        | 4:15              |                   |                   |                   |                   |                   |                   |                   |
| 7.                | Prot Missing       | 2:30              |                   |                   |                   |                   |                   |                   |                   |
| 8.                | Sarah              | 3:03              |                   |                   |                   |                   |                   |                   |                   |
| 9.                | New Mexico         | 6:25              |                   |                   |                   |                   |                   |                   |                   |
| 10.               | Powell’s Return    | 1:11              |                   |                   |                   |                   |                   |                   |                   |
| 11.               | July 27ᵗʰ          | 4:41              |                   |                   |                   |                   |                   |                   |                   |
| 12.               | Coda               | 3:21              |                   |                   |                   |                   |                   |                   |                   |
| 43:17             |                    |                   |                   |                   |                   |                   |                   |                   |                   |

### Musiques préexistantes utilisées dans le film
- Rocket Man par Elton John (fête de départ, où les patients volontaires pour le voyage remettent leur copie à Howie)
- Safe and Sound par Sheryl Crow (générique de fin)

## Accueil

### Accueil critique
Le film a obtenu des critiques mitigées, recueillant 42 % de critiques positives, avec une note moyenne de 5,1/10 et sur la base de 141 critiques collectées, sur le site internet Rotten Tomatoes. Il obtient un score de 49/100, sur la base de 31 critiques, sur Metacritic.
En France, le site Allociné propose une note moyenne de 2,6⁄5 à partir de l'interprétation de critiques provenant de 14 titres de presse.

### Box-office
Le film a rapporté 65 001 485 $ au box-office (dont 50 338 485 $ aux États-Unis). Il a réalisé 146 650 entrées au Québec, 137 416 en France, 85 002 en Belgique, et 12 076 en Suisse.

### Accusation de plagiat
Le réalisateur argentin Eliseo Subiela, auteur du film Homme regardant au sud-est (1986), a engagé un procès pour plagiat contre Paramount Pictures. La plainte a cependant été abandonnée et Gene Brewer a affirmé ne pas avoir vu ce film avant d'écrire K-PAX, et avoir découvert son existence seulement cinq ans après la sortie du livre[réf. nécessaire].

## Distinctions

### Nominations
Kevin Spacey a été nommé aux Saturn Awards 2002 du meilleur acteur pour son rôle.

## Analyse
(mai 2024).
- Si vous ne connaissez pas le sujet, laissez ce bandeau (vous pouvez alors contacter les auteurs).
- Si vous supprimez le contenu mis en cause (vous pouvez préalablement contacter les auteurs),

argumentez précisément cette suppression dans la page de discussion
(un manque de référence n'est pas un argument ; une recherche réelle de référence doit avoir été effectuée, être formellement documentée).
K-PAX montre l'hôpital psychiatrique comme un endroit haut en couleur, presque magique, où les maladies des patients disparaissent grâce à l'interaction avec prot. On peut d'ailleurs trouver un motif similaire dans Vol au-dessus d'un nid de coucou ou Docteur Patch.
Les critiques pensent que cette vision des hôpitaux psychiatriques fait du tort aux médecins qui y travaillent, qu'elle amoindrirait leur rôle et les montrerait comme des incompétents, incapables de voir que (en citant prot) : « Chaque être dans l'Univers sait se guérir soi-même ». Le Dr Powell est montré comme l'un de ces apathiques formalistes qui ne prête pas beaucoup d'attention à ce que disent les patients et qui, en étant fasciné par le cas de prot, commence à changer son point de vue sur son travail.